# Bulat Khan
Bulat Khan (Bolat Khan) fou kan de la Gran Horda Kazakha o Uli Zhuz. Com que segons Levchine un fill de Tiavka Khan és anomenat Bulat se suposa que era la mateixa persona. No obstant no és esmentat a cap font contemporània, mongola o russa. S'esmenta un Shemiaka (Semeke) com a kan de l'Horda Mitjana Kazakha com a predecessor d'Abu Makhmet (Abilmambet Khan, 1729 - 1771) que segons Levchine fou fill de Bulat khan, i va governar la Gran Horda i l'Horda Mitjana.
El 1723 els dzungars (sungars) calmucs, després de diverses victòries, van ocupar la ciutat de Turquestan, la capital kazakha. També es van apoderar més tard de Taixkent i Sayram i van sotmetre a la Gran Horda i l'Horda Mitjana a la seva obediència. La Gran Horda es va retirar cap a Khodjend i l'Horda Mitjana cap a Samarcanda, mentre la petita s'acostava a Bukharà i Khivà. La fam perseguia a aquestos fugitius. Seria després del 1723 quan l'Horda Mitjana va portar al poder a Abu l-Khayr Khan de l'Horda Petita Kazakha, nomenat generalíssim, mentre a la Gran Bulat Khan encara romania al poder, excepte una part de l'Horda, dirigida per Zholbarys Khan que governava a Taixkent (on s'hauria mantingut fins vers el 1740 quan la ciutat i regió fou ocupada pels calmucs).
Abu l-Khayr va aconseguir diverses victòries sobre els calmucs, però el kan d'aquestos Tsevan Rabdan (1689-1727) o el seu successor Galdan (II) (1727-1745), va prendre revenja i Abu l-Khayr es va retirar finalment a la seva Horda (vers 1729) que es va establir entre el Yemba i l'Ural o Jaik.
Vers el 1729 va pujar al poder a la Gran Horda Abilmambet Khan, fill de Bulat, el que suggereix que aquest hauria mort.
A l'Horda Mitjana, Semeke Khan (Shemiaka) hauria mort després del 1733 i Abilmambet Khan hauria dirigit llavors les dues hordes que en aquest temps es van establir entre els rius Ori i Ui (d'on foren expulsats els baixkirs).